# جوانيسيا
جوانيسيا بلدية في ولاية ميناس جيرايس في المنطقة الجنوبية الشرقية من البرازيل.